# 楊洪勳
楊洪勳（?—?），陝西省商州直隸州鎮安縣人，清朝政治人物、進士出身。
光緒十八年（1892年），参加光緒壬辰科殿試，登進士二甲121名。同年五月，以主事分部学习。